# Kollegiatstift Lorch
Das Stift St. Maria war ein Kollegiatstift in Lorch in Schwaben spätestens vom 12. bis zum 14. Jahrhundert.

## Lage
Das Stift lag im Talbereich von Lorch. Es sind keine baulichen Reste mehr vorhanden.

## Geschichte
Wann das Stift gegründet wurde und von wem, ist unklar. Möglich wären als Stifter ein König, ein Bischof oder auch ein Vorfahre der Staufer. 1144 wurde seine Existenz erstmals indirekt erwähnt in der Stiftungsurkunde für das Kloster Lochgarten.
In den folgenden Jahrzehnten verlor es die meisten seiner Stiftspfründen an das benachbarte Kloster Lorch und das Bistum Augsburg. 1327 wurde das Stift dem Kloster Lorch inkorporiert. 1354 wurde es letztmals erwähnt, 1406 war es nicht mehr existent.

## Struktur und Funktionen
Dem Stift stand ein Dekan und nicht, wie meist üblich, ein Prior vor. Zum Kapitel gehörten wohl bis zu acht Kanoniker, 1550 wurden sechs Stiftsherren und sechs Vikare genannt.
Dem Stift St. Maria oblag die Pfarrseelsorge in Lorch und Umgebung, die seit dem 13. Jahrhundert jedoch teilweise an das Kloster Lorch übertragen wurde. Bis etwa 1139 diente es als Grablege einiger Vorfahren der Staufer. Das Stift besaß etwa 13 Stiftspfründen.